# Geierfonds
Geierfonds (englisch vulture fund) ist eine abwertende Bezeichnung für institutionelle Investoren (zum Teil auch Hedgefonds), die darauf spezialisiert sind, Wertpapiere problembeladener Emittenten (beispielsweise zahlungsunfähiger Unternehmen oder Staaten) zu großen Abschlägen vom Nominalwert zu erwerben.

## Allgemeines
Der Name ist eine Metapher für Geier, die geduldig über geschwächten Tieren kreisen, um schließlich von deren leblosen Überresten zu profitieren.
Das Schlagwort impliziert, der Fonds investiere nicht, um mit dem operativen Geschäft des gekauften Unternehmens Gewinne zu erwirtschaften, sondern um aus dessen Überresten bzw. beim Verkauf von Unternehmensteilen Einnahmen zu erzielen.

## Ökonomische Aspekte
Üblicherweise ist der Liquidationswert (der Wert der Einzelteile bei Zerschlagung eines Unternehmens) geringer als der Fortführungswert (der Wert des Unternehmens bei Betriebsfortführung). In diesen Fällen ist die Fortführung (zumindest des gesunden Teils des Unternehmens) die sinnvollere Strategie. Da auch hierbei ein Abbau von Produktionskapazitäten und -Mitarbeitern und andere Sparmaßnahmen zur Steigerung oder gar Wiederherstellung der Wettbewerbsfähigkeit meist unvermeidlich sind, ist auch hier der Vorwurf, „Heuschrecken“ oder „Geier“ seien am Werk, nicht unüblich.
In einigen Fällen ist eine Fortführung des operativen Geschäftes wirtschaftlich nicht möglich und eine Liquidation des Unternehmens zur Verwertung der Substanz unumgänglich, um mit dem Erlös in erfolgversprechendere Aktivitäten zu investieren. Die Entscheidung zur Abwicklung eines Investments hängt dabei auch mit der individuellen unternehmerischen Zielrichtung der Eigentümer zusammen. Wenn in der gleichen oder gar in kürzerer Zeit anderweitig höhere Renditen zu erzielen sind, ist es ökonomisch sinnvoll, unrentable Aktivitäten durch Verkauf oder Liquidation zu beenden, anstatt eine Sanierung mit ungewissem Ausgang zu riskieren.